# 八幡カオル
八幡 カオル（やはた カオル、1975年5月20日 - ）は、日本のピン芸人。本名、八幡 薫（やはた かおる）。女性。
静岡県磐田郡水窪町（現・浜松市天竜区）出身。グレープカンパニー所属。身長156cm、体重46kg。
笑福亭鶴瓶は親戚に当たる（鶴瓶の息子の駿河太郎の妻が、八幡とはとこ同士という関係）。

## 人物
小学校の卒業文集に、将来の夢として「コメディアン」と書いていたほど、お笑い芸人は子供の頃からの夢だった。しかし最初からお笑いで芸能活動をしていたわけではなく、芸人デビュー前は23歳から30歳まで、横浜を中心に活動していた「劇団MASTERS（後にパンパンピストルズに改名）」に所属。当時からピンクのモヒカンヘアにする等、異色の役者として活動していた。
吉野家などでのアルバイトをしながら、様々な舞台にした経験を持つ。

2005年にデビューした当初はフリーで活動していたが、32歳の時にフラットファイヴの募集広告を見て応募し、所属が決まる。この時に年齢は「29歳」と嘘をついていたが、合格し所属が決まってから嘘をついていたことを告白したという。所属事務所はそのフラットファイヴを経て、2010年7月1日からグレープカンパニーに移籍。
番組で共演しているまぁこ、キンタロー。と仲が良い。
過去にパンクバンドでギタリストだった経験がある。
「すてきたちぃ」「れんだん」（半年ほどで解散）「まんだりん」（1年ほどで解散）等のコンビ名で活動していた過去がある。「すてきたちぃ」時代には単独ライブも経験した。ピン芸人となってから芸名は「パンパンかおる」→「八幡薫」→「八幡かおる」→「八幡カオル」と変遷。
ネタには、リュックサックを背負った姿であるあるネタを言うもの、1960年代・1970年代の学生運動のキャラクターでの一人コント、フォークシンガーに扮しての漫談、などがある。また「ゴー! ゴー! かおちゃん!」（と言って指を斜めに突き出すポーズをとる）という自己紹介ギャグがある。キャラクター七変化も得意技としており、エマニエル安子、万引き常習犯の主婦、セクキャバの朝キャバの女、ほうれい線おばさん、あの町この町あるある研究家・町子、ウポポ、リサコ・ロマンチカなどのキャラクターのモノマネがある。
2013年4月28日放送の『有吉反省会』（日本テレビ）の中で、ものまねタレントの古賀シュウに告白し、成功した。キンタロー。が河口こうへいにテレビ番組の中で公開プロポーズしたのに便乗したという。しかし、その後古賀とは別れたということを、2013年9月22日放送の『有吉反省会』で明らかにした。八幡本人は「本気で恋していたから、（古賀とは）復縁したいほど」と未練も見せていた。
2014年3月から5月にかけて行われた『大人AKBオーディション』に応募。二次選考で落選した。
2014年12月に自分の写真集『Smell Sweet』を自費出版し、同年12月22日、12月23日に行われた単独ライブ『八幡さん、そろそろ…』の中などで発売された。八幡がモノマネをしている峯岸みなみにもこの写真集を送ったが、峯岸はこれについて「何だかげんなりした」などと感想を述べている。
2016年の『M-1グランプリ』には、同じ事務所所属のあぁ〜しらきとコンビ「ババンバー」を組んで出場（2回戦まで進出）。
2021年から、本日は晴天なりとのコンビ「ヤハリィーテンナリィー」（お互い所属事務所が異なる）での活動も多くなっている。この年の『キングオブコント』、『女芸人No.1決定戦 THE W』にはこのヤハリィーテンナリィーで出場。
2024年3月17日、同月15日に一般男性と結婚したことを発表。

### モノマネ
峯岸みなみ（AKB48）の顔芸などのモノマネのネタを持っている。他の芸人から「峯岸みなみに似ている」と言われ「アイドルのモノマネを私のようなおばちゃんやるのも面白そう」と思って始めたという。このネタで前田敦子などのモノマネをするキンタロー。と共演したことも多く、「その便乗ぶりが面白がられている」と言われたこともある。
2012年8月27日、前田敦子のAKB48卒業パレードを見るために、峯岸に扮してカメラで自撮りしながら秋葉原に降り立った八幡だったが、パレードが中止となってしまったため特に何もしなかった。しかし、帰り際に台湾のテレビ局に声をかけられ、「これがAKB48のファンだ!」ということでインタビューを受けた。
2013年1月26日、東京ドームシティホールで行われたAKB48の「リクエストアワーセットリストベスト100」の3日目でMCの途中にキンタロー。とともに登場し、峯岸本人と初共演した。
2013年1月31日に、峯岸が白濱亜嵐（GENERATIONS from EXILE TRIBE）との外泊騒動から丸刈りして謝罪したことがあったが、八幡はそれ以前の2012年10月頃から既に丸刈りになっており、ブログでもその姿を披露している。
2013年2月18日、『しゃべくり007』（日本テレビ）に出演。メインゲスト・キンタロー。の呼びかけに応じて峯岸の顔芸で登場。キンタロー。がモノマネの度に呼びかけると、アニメ『サザエさん』のマスオさん、細野晴臣（YMO）、浅丘ルリ子、樹木希林のモノマネも披露した。この他にも、草間彌生、ryuchell、中村憲剛、UAなど、レパートリーは40ほど持っている。ただ、櫻井翔（嵐）のモノマネについては、みよこから「自分がモノマネしたのをパクられた」として本気で怒られていたが、八幡自身は2019年1月22日放送『有田哲平の夢なら醒めないで』（TBS）にて「自分が先に（櫻井のモノマネを）やっていた」ということと、櫻井本人に会ってほぼ公認をもらえたということを弁明している。
なお、AKB48の衣装はドン・キホーテで5000円で購入したという。
ヨーコ（123☆45）（松井珠理奈役）、せつこ（渡辺麻友役）、本日は晴天なり（指原莉乃役）、川堺弥生（飛び魚）（板野友美役）、高田千尋（ばーん）（大島優子役）、紺野ぶるま（秋元才加役）、寅人（高橋みなみ役）と共に、AKB48メンバーのモノマネをする女芸人同士で組んだ『ニセえーけーびー』のち『チームG』のメンバーとして、ライブを行っている（第1回ライブは2014年3月4日）。チームGの2014年10月30日の公演には、峯岸も訪れていた。
2016年8月からは小池百合子東京都知事のモノマネを行っている。持ちギャグは「今何時?」「都知事!」というダジャレ。サンドウィッチマン富澤たけしから「すぐに（モノマネを）始めろ」とメールを受けてのもので、すぐに緑色の衣装を1万円で購入、ファンデーションを厚くして肌を白くして演じている。その後、小池百合子ものまねが軌道に乗っていたときには衣装は新調している。峯岸がダイエットしたのに合わせるように八幡も5.4kgほど減量、これでほっそりした顔がこのネタのそっくりさも高めたという。2017年7月28日の隅田川花火大会中継の本番前に小池本人と初対面し、小池からは「お仕事増えてよかったですね」と言われたという。
2020年3月、岩下食品「岩下の新生姜」主催のサウンドロゴコンテスト「岩下の新生姜Sing&Playコンテスト第5章～ニュージンジャーイースターパレード～」に、「ちゃんカオ」名義で「岩下の新生姜ちょい変（ちょいへん）」と題した作品を応募、優秀賞13名に選ばれて岩下食品オンラインショップ1500円分クーポンを副賞として獲得。八幡自身もブログにてこれを報告した。

## 出演番組

### テレビ
- とんねるずのみなさんのおかげでした - 『博士と助手〜細かすぎて伝わらないモノマネ選手権〜』（フジテレビ） - 第13回（2008年9月25日）、第3回紅白モノマネ合戦（2016年12月22日）
- キャラ☆キング（テレビ朝日）『嗚呼!しらき、まぁこ、八幡かおるの3人でドフュームというユニットにて出演』
- 大胆MAP（テレビ朝日、2008年10月19日）
- ウケウリ!!（日本テレビ、2010年4月16日 - ）
- あらびき団（TBS） - 2010年5月11日（第118回）初出演
- 夜明けのマルシェ（日本テレビ）
- スクール革命!（日本テレビ）- 2012年12月9日
- 有吉反省会（日本テレビ）- 2012年12月26日、2013年4月28日、2013年9月22日(この日から出演は一切禁止)
- 爆笑そっくりものまね紅白歌合戦スペシャル（フジテレビ）- 2013年2月1日（「顔だけそっくりさん」の他「ものまねAKB48」のメンバーでも出演）、2018年9月21日
- しゃべくり007（日本テレビ）- 2013年2月18日、2013年5月20日
- 炎の体育会TV（TBS）- 2013年3月3日
- スッキリ!!（日本テレビ）- 2013年3月5日
- ヒルナンデス!（日本テレビ）- 2013年3月5日
- スター☆ドラフト会議 （日本テレビ）- 2013年3月5日
- お説教アイドル 叱るGENJI （朝日放送）- 2013年3月8日
- 日10☆演芸パレード（毎日放送、TBS系）- 2013年3月10日
- ナカイの窓（日本テレビ）- 2013年3月13日
- エンタの神様（日本テレビ）- 2013年3月17日、キンタロー。と共演
- 森田一義アワー 笑っていいとも!（フジテレビ）- 2013年4月9日「見抜け!おいくら万円ランキング」コーナー
- PON!（日本テレビ）- 2013年10月4日「どんよりどんびき 天カメ一武道会」コーナー
- 日本語探Qバラエティ クイズ!それマジ!?ニッポン（フジテレビ）- 2014年6月1日
- うつけもん（フジテレビ）- 2014年7月16日初出演。ユニット『ニセAKB48』として、峯岸みなみの物真似で出演
- オサレもん（フジテレビ）- 2014年11月4日深夜、11月11日深夜、2015年3月31日深夜、『ニセAKB』として出演。
- ○っと!（青森朝日放送）- 『チームG（ニセAKB）』として出演。
- サンデージャポン（TBS）- 2016年1月10日、2016年8月7日、2016年9月4日～2016年11月27日
- ツギクルもん（フジテレビ）- 2016年2月12日、「ババア流星群」のメンバーとして出演
- ウチのガヤがすみません!（日本テレビ）- 2016年9月19日、2017年1月15日、2017年4月11日、2017年5月24日、2017年11月14日
- スターが開店! 淳&ブラマヨのおしゃべり商店街（フジテレビ）- 2016年10月4日
- オールスター感謝祭'16秋（TBS） - 2016年10月8日
  - オールスター後夜祭（TBS）- 2018年4月1日
- 超ハマる!爆笑キャラパレード（フジテレビ）- 2017年3月11日
- 珍種目No.1は誰だ!? ピラミッド・ダービー（TBS）- 2017年3月19日、2017年5月21日、2017年6月25日
- マツコの知らない世界（TBS）- 2017年4月18日
- バクモン学園（テレビ朝日）- 2017年5月9日
- ザ!世界仰天ニュース（日本テレビ）-2017年4月12日、2017年5月23日
- ウソのような本当の瞬間!30秒後に絶対見られるTV（テレビ東京）- 2017年7月4日
- 有吉弘行のダレトク!?（フジテレビ）- 2017年8月1日
- VS嵐（フジテレビ）- 2017年8月17日、2018年7月21日
- 良かれと思って!（フジテレビ）- 2018年1月17日
- 勇者ああああ（テレビ東京）- 2018年6月8日
- EXD44（テレビ朝日）- 2018年9月10日
- おはスタ（テレビ東京） - 2018年9月25日
- ビートたけし独立してマージン分ギャラ下げるからあと2回ヤラせてTV（TBS） - 2018年12月26日
- 芸能人が本気で考えた!ドッキリGP（フジテレビ）- 2019年1月12日
- 有田哲平の夢なら醒めないで（TBS）- 2019年1月22日

### ネットテレビ
- 女芸人祭り2009 （あっ!とおどろく放送局、2009年9月29日）
- あっ!と生忘年会2009 （あっ!とおどろく放送局、2009年12月22日）
- ぶちぬき女芸人 （あっ!とおどろく放送局、2010年1月4日 - 2010年7月26日）
- ゆく年くる年「OLIVER’S WORLD」2010年～2011年 （あっ!とおどろく放送局、2010年12月31日）
- ドラゴンクエストX TV（ニコニコ生放送、2015年5月27日 -）- 第4期初心者大使
- おぎやはぎの「ブス」テレビ（AbemaTV、2017年4月 -） - 準レギュラー

### ラジオ
- カルーア啓子のお笑い!ヤマトナデシコ（FMやまと、2009年1月19日・26日）
- 爆笑！グレープミュージックアワー（fmいずみ、2013年7月7日 - 2020年12月26日）

### 単独ライブ
- I AM I -THE FIRST & THE LAST LIVE - （2012年5月27日　関交協ハーモニックホール）
- 八幡さん、そろそろ…（2014年12月22日、12月23日　新宿ゴールデン街劇場）

### テレビドラマ
- 相棒 season23 第9話（2025年）

### Webドラマ
- 1分で完結ドラマ僕は死にません[32]
- サラリーマン山崎シゲル（2025年7月1日 - 、FOD SHORT）[33]

### MV
- 開花宣言-感覚ロヂック-[34]